# 一清專案
一清專案是中華民國政府，針對檢肅流氓條例、組織犯罪條例等衍生的全國同步大掃黑的治安政策之一。
1984年「一清專案」，是由臺灣戒嚴時期的臺灣警備總司令部主導，依據「臺灣省戒嚴時期取締流氓辦法」執行，鎖定的首要黑幫為日漸坐大的「竹聯幫」，後續接著連續實施全國同步大掃黑的1990年「迅雷專案」和1995年「治平專案」，分別被代稱為「二清專案」、「三清專案」。

## 執行
1984年11月12日，時任內政部部長吳伯雄在內政部警政署宣布開始執行「一清專案」，針對當時國內主要的幫派及流氓進行掃蕩，臺北市政府警察局當日便奉令將竹聯幫精神領袖陳啟禮逮捕入監。
據相關媒體及評論指出，此次行動起因應是要逮捕江南案主嫌陳啟禮。1984年，陳啟禮被當時的國防部情報局局長汪希苓中將吸收成為情報員，接受訓練後奉令秘密赴美國與吳敦及董桂森刺殺《蔣經國傳》的作者劉江南（美籍華人作家劉宜良）（參見江南案），案情曝光後，一度造成台美關係緊張。在此壓力下，蔣經國政府於陳啟禮等人回台後發動一清專案，逮捕陳啟禮、吳敦等人，並宣稱江南案為「情報官員專橫霸道所致，非蔣孝武授意」；最終，國防部情報局局長汪希苓中將、國防部情報局副局長胡儀敏少將、國防部情報局第三處副處長陳虎門上校等人都被定罪。
部份人士認為，這是蔣經國、蔣孝武父子的脫罪之舉，而一清專案便是蔣經國政府及蔣家為了滅除刺殺之事而成立的專案。但學者吳建國認為，此種看法缺乏進一步的人證、物證支持，蔣經國跟蔣家人都不是主謀，主要策劃者是情報局的高層。

## 批評和影響

### 違反憲法精神
一清專案是以戒嚴時期「取締流氓辦法」為依據，而該辦法性質上是一個行政命令，且遭到逮捕者毋須經過法院的審判，便可以裁定管訓，明顯有違反法律保留原則及中華民國憲法第8條之虞，規避憲政體制保障人權的基本原則，被視為白色恐怖的延續。

### 黑社會勢力洗牌
一清專案將鎖定對象以黑道竹聯幫為主，4,000名檢肅對象中，竹聯幫份子就佔三分之一。全台各幫派組織領導者被掃蕩入獄，首惡份子豬屠口幫吳瑞開是警方第一波一清專案主要掃蕩對象 ，豬屠口幫成立於五十年間，具有首要、成員之指揮從屬層級，以臺北市大同區大龍街、昌吉街等地為主要勢力範圍  該幫派均屬角頭型之不良幫派組合，因治安機關大力取締、掃蕩，該幫成員多      人為警察機關依檢肅流氓條例提報、檢肅，致活動較為收斂，
幫派列管等情， 在獄中管理卻問題叢生，一位飛鷹幫張永良落單，受到外省人為主的竹聯幫欺凌，讓許多本省籍的角頭老大不謀而合一致譴責竹聯幫，因而結盟，反而成為獄中內的最大勢力，1986年10月31日在臺北土城看守所以「替天行道」為號召，創立「天道盟」，此後並成為臺灣三大黑幫之一。
另一方面，黑道大哥掃蕩入獄後，各幫派繼而由原先的小弟領導，在黑道大哥獲釋回到幫派中時，黑道倫理大亂，新舊領導世代的衝突造成為數不少的流血事件。

### 滲透政治
部分黑道和幫派人物在一清專案出獄後，如鄭太吉、羅福助、顏清標、李信茂、張安樂、蔡永常、許海清、黃承國等台灣黑幫人物或地方角頭領袖為求安身立命，與天道盟、四海幫、竹聯幫等幫派在選舉的時候，更大力參與各方政黨和聯盟的活動，以爭取介入參選人資格或組建政黨的機會，企圖透過選舉進入立法院及各級縣市地方議會或地方民代和村里長，更成為日後台灣「黑道治國」、「台灣黑金政治」現象的遠因。